# Hatfield Peverel
Hatfield Peverel est un village et une paroisse civile de l'Essex, en Angleterre.